# كوا عملاقة
كوا عملاقة (الاسم العلمي: Coua gigas) (بالإنجليزية: Giant Coua)‏ هي نوع من الطيور يتبع جنس الكوا من الفصيلة الواقواقية.